# Örvös mangábé
Az  örvös mangábé (Cercocebus torquatus) a cerkóffélék családjába (Cercopithecidae), azon belül pedig a cerkófmajomformák alcsaládjába (Cercopithecinae) tartozó faj.

## Előfordulása
Kameruntól Gabonig, Nyugat-Afrika óceán közeli országaiban, valamint Kongóban a Kongó folyóig terjedt el.
Elsődleges, másodlagos, galéria- és mocsárerdőkben fordul elő.

## Megjelenése
A hímek testhossza 47–67 cm, a nőstényeké 46–59 cm, farokhossza 40–75 cm, a hímek magassága 40–45 cm, a nőstényeké 38–42 cm, a hímek testtömege 7–12,5 kg, a nőstényeké 4,5–7 kg. Testfelépítése az üstökös mangábééra emlékeztet, szőrzete szürke, fehéres hátszíjjal, farka szürke, fehér csúccsal; a farkát gyakran a hátára csapva hordja. Világos pofaszakálla hátrafelé áll, felső ajkai fehérek.
Hosszú farka van, melyet ha lent tartózkodik az állat a földön függőlegesen, zászlószerűen felmereszt.
A hímeknek sajátos torokzacskója van.

## Alfajai
Két alfaja van: 
- az örvös mangábé (Cercocebus torquatus torquatus), melynek fejteteje vörösesbarna, széles nyakörve fehér
- a fehértarkójú mangábé (Cercocebus torquatus lunulatus), melynek fejtetején félhold alakú, fehér folt látható.

Korábban e faj alfajának vélték a kormos mangábét is (Cercocebus atys), melynek a szemhéjai fehérek, fejteteje pedig nem vörös. Mára a legtöbb kutató elismeri, mint önálló fajt.

## Életmódja

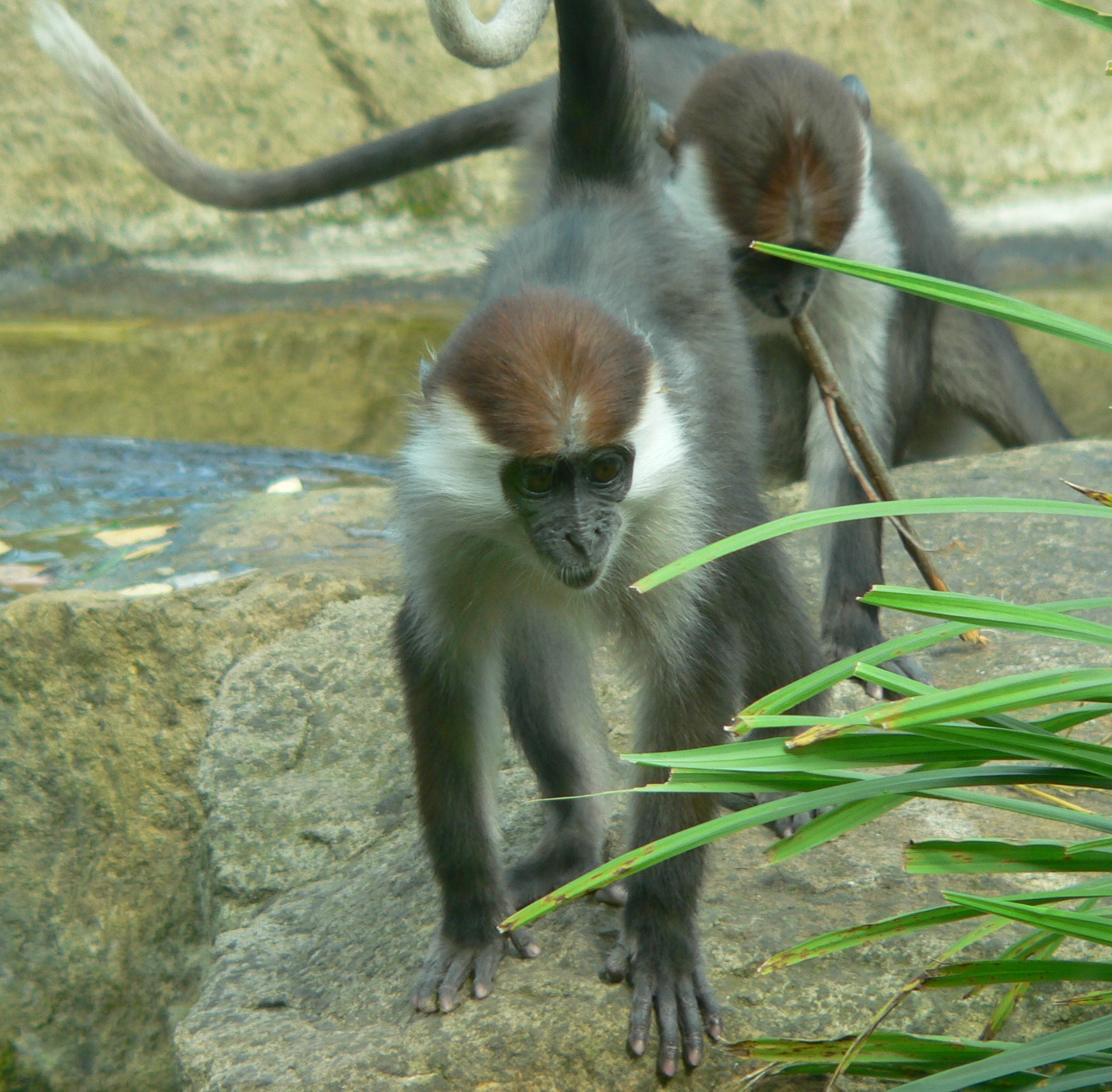

Az örvös mangábe ritkán megy le a talajra.
10–20 főből álló csoportokban él, melyek több hímből, sok nőstényből és azok kölykeiből állnak.
A csoporton belül az egyedek hangokkal, mimikával és különböző testtartásokkal tartják egymás között a kapcsolatot.
A hímek nagyon barátságosak a fiatal állatokkal, a kölcsönös szőrápolás, a mimika és egy sor nyugtató, illetve jó hangulatról árulkodó hangadás erősíti a kötelékeket. Az örvös mangábék gyakran cerkófmajmokkal képeznek közös csoportokat, és riasztóhangjaikkal figyelmeztetik egymást a közeledő ellenségre.
Ellenségei a leopárd, az afrikai aranymacska és a nagy ragadozó madarak. Veszély esetén az állatok megmerevednek vagy a fák törzsén függőlegesen lerohanva egy mocsárba menekülnek.
Gyümölcsöket, dióféléket, magvakat, leveleket fogyaszt, néha elkap néhány rovart is a levelek között. Az örvös mangábé erős fogai segítségével a kókuszdiót és más pálmák termését is fel tudja nyitni.

## Szaporodása

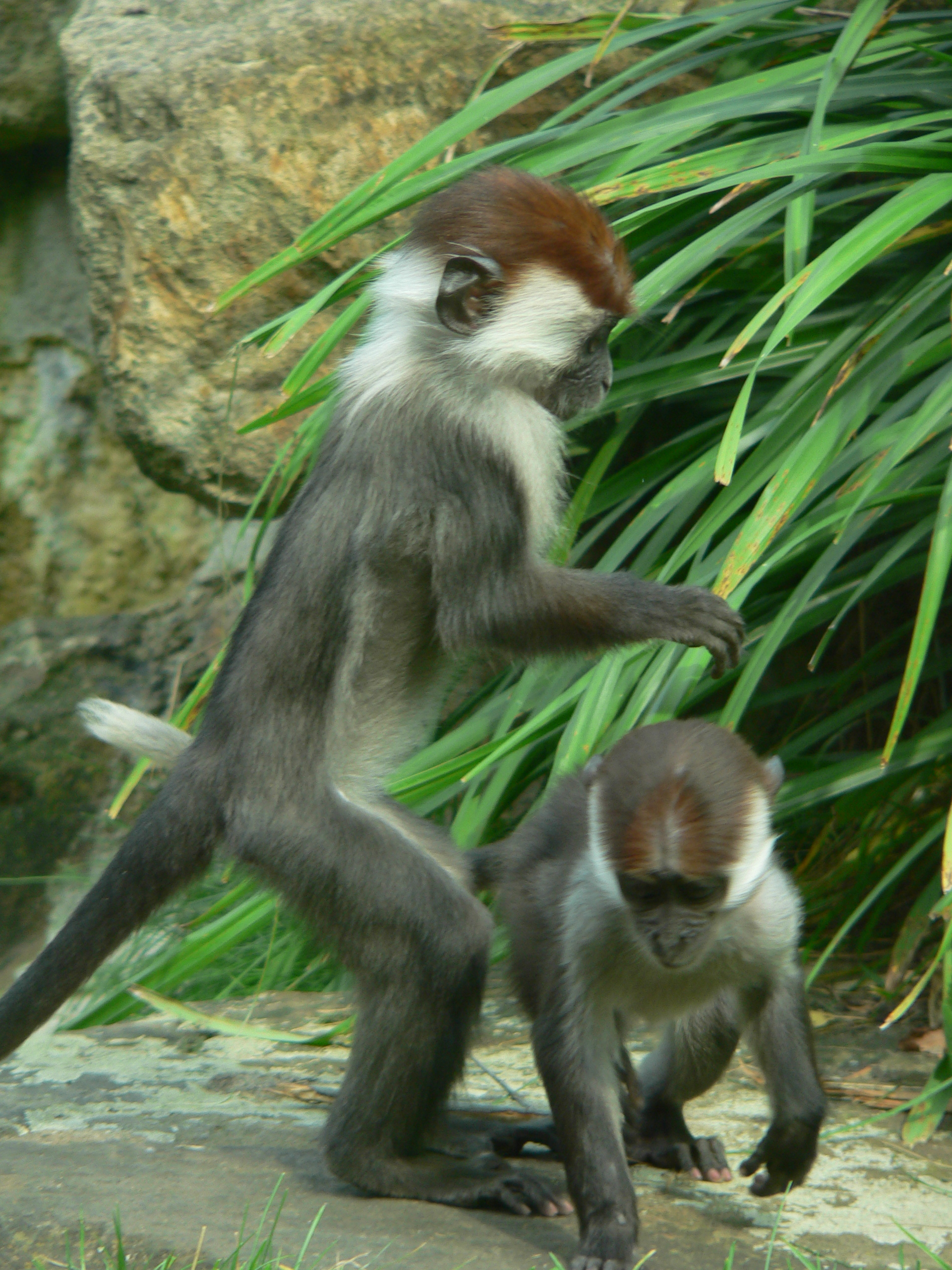

Szexuális viselkedéséről, ivari magatartásáról, utódneveléséről és a kicsik fejlődéséről a szabad természetben jószerével semmit nem tudunk. 
A nőstény 175 napnyi vemhesség után egyetlen utódod hoz a világra. A kicsi felnevelésében részt szokott venni a csapat többi nősténye is. A nőstények három, a hímek csak öt vagy hétéves korukban lesznek ivarérettek.
A hímek ivarérettségük elérése után elhagyják szülőcsoportjukat, a nőstények ellenben életük végéig ott maradnak.
Fogságban elélhetnek akár 30 évig is, a szabad természetben várható élettartamuk minden bizonnyal alacsonyabb.

## Természetvédelmi helyzete
A fajt érintik az élőhelyein tapasztalható erdőirtások, állományai csökkenő tendenciát mutatnak. Egyes helyeken a mezőgazdasági termelés szempontjából kártékonynak tartják. Ezért a Természetvédelmi Világszövetség a „sebezhető” kategóriába sorolta.
Magyarországon a fajt egyetlen állatkertben a Miskolci Állatkert és Kultúrparkban tartják. Az állatok 2019-ben érkezett Berlinből. A csapatot jelenleg hat egyed alkotja, akik egy család, hiszen egy hím és egy nőstény látható a négy, különböző korú kölykükkel.